# Juryj Jaremitsch
Juryj Jaremitsch (* 25. Oktober 1995) ist ein belarussischer Leichtathlet, der sich auf den Zehnkampf spezialisiert hat.

## Sportliche Laufbahn
Erste internationale Erfahrungen sammelte Juryj Jaremitsch im Jahr 2014, als er bei den Juniorenweltmeisterschaften in Eugene seinen Zehnkampf vorzeitig beenden musste. Im Jahr darauf schied er bei den U23-Europameisterschaften in Tallinn mit 6,69 m in der Qualifikationsrunde im Weitsprung aus und 2018 gelangte er bei den Europameisterschaften in Berlin mit 7875 Punkten auf Rang elf.
2015 wurde Jaremitsch belarussischer Meister im Zehnkampf sowie 2018 im Weitsprung und 2019 im Stabhochsprung. Zudem wurde er in den Jahren 2016, 2019 und 2022 Hallenmeister im Siebenkampf und von 2017 bis 2019 Hallenmeister im Stabhochsprung.

## Persönliche Bestleistungen
- 110 m Hürden: 14,31 s (−0,8 m/s), 1. Juni 2021 in Brest
  - 60 m Hürden (Halle): 7,98 s, 26. Februar 2022 in Mahiljou
- Stabhochsprung: 5,20 m, 7. Juli 2019 in Luzk
  - Stabhochsprung (Halle): 5,20 m, 16. Februar 2018 in Mahiljou
- Weitsprung: 7,87 m (+1,2 m/s), 20. Mai 2021 in Brest
  - Weitsprung (Halle): 7,68 m, 27. Januar 2021 in Homel
- Zehnkampf: 7985 Punkte, 28. April 2018 in Florenz
  - Siebenkampf (Halle): 5950 Punkte, 28. Januar 2021 in Homel